# 1390 w literaturze
Wydarzenia literackie w 1390 roku.

## Urodzili się
- Piotr Chelczycki, czeski pisarz (data niepewna)